# تپه سر گچ
تپه سر گچ مربوط به دوره اشکانیان - دوره ساسانیان است و در شهرستان کوهدشت، بخش طرهان، دهستان طرهان، کیلومتری ۴ جاده خاکی روستای حسین‌آباد به روستای سیاه پله واقع شده و این اثر در تاریخ ۲۸ اسفند ۱۳۸۵ با شمارهٔ ثبت ۱۸۸۵۱ به‌عنوان یکی از آثار ملی ایران به ثبت رسیده است.